# Michel de Pracontal
Michel de Pracontal, né à Cannes en 1954, est un journaliste scientifique français. Il travaille au Nouvel Observateur depuis 1990 ainsi qu'à Mediapart.
Essayiste et romancier, il est l'auteur de plusieurs ouvrages. Il est titulaire d'une maîtrise de mathématiques et d'un doctorat en sciences de l'information sur la vulgarisation scientifique[réf. nécessaire].

## Œuvres

### Romans et essais
- 1986 : L’Imposture scientifique en dix leçons (La Découverte)  (ISBN 2-7071-1650-5) (nombreuses rééditions)
- 1990 : Les Mystères de la mémoire de l'eau (La Découverte)
- 1998 : La Guerre du tabac (Fayard)
- 2002 : L’Homme artificiel (Denoël)  (ISBN 978-2-207-24973-4)
- 2005 : La Femme sans nombril, Le Cherche Midi (collection Néo)
- 2006 : Risques majeurs, Le Cherche Midi (collection Néo)
- 2008 : Les Gènes de la violence, Le Cherche Midi (collection Néo)
- 2009 : Le Virus B. Crises financières et mathématiques avec Christian Walter, éd. du Seuil.
- 2010 : Kaluchua - Cultures, techniques et traditions des sociétés animales (préface Christophe Boesch), Le Seuil, coll. « Science ouverte », Paris, 2010, 187 p., broché, 14 x 20,5 cm  (ISBN 978-2-02-051306-7)

### Nouvelles
- Vous avez demandé la Lune ?, in anthologie Noirs Complots (dir. Pierre Lagrange), publication avril 2003